# Saturday's Hero
Pour plus de détails, voir Fiche technique et Distribution.
Saturday's Hero est un film américain réalisé par David Miller, sorti en 1951.

## Fiche technique
- Titre : Saturday's Hero
- Réalisation : David Miller
- Scénario : Sidney Buchman et Millard Lampell (en) d'après le roman de ce dernier
- Photographie : Lee Garmes
- Montage : William A. Lyon
- Musique : Elmer Bernstein
- Société de production : Columbia Pictures
- Pays de production : États-Unis
- Format : Noir et blanc - 1,37:1
- Genre : drame
- Durée : 111 minutes
- Date de sortie : 1951

## Distribution
- John Derek : Steve Novak
- Donna Reed : Melissa
- Sidney Blackmer : T. C. McCabe
- Alexander Knox : Prof. Megroth
- Elliott Lewis (en) : Eddie Abrams
- Otto Hulett (en) : Coach 'Preacher' Tennant
- Howard St. John : Belfrage
- Aldo Ray : Gene Hausler
- Alvin Baldock : Francis 'Clay' Clayborne
- Wilbur Robertson : Bob Whittier
- Charles Barnes : Moose Wagner
- Bill Martin : Joe Mestrovic
- Mickey Knox : Joey Novak
- Sandro Giglio : Poppa Jan Novak
- Tito Vuolo : Manuel